# Finnburgsfragmentet
Finnburgsfragmentet är det fragment som finns kvar av ett fornengelskt litterärt verk inom genren hjältedikt. Verket nedtecknades omkring år 1000, och fragmentet omfattar 48 allittererande långverser. Fragmentet skildrar en episod som även förekommer i Beowulf, där en diktare (en scop) håller sången om Finn och striden om hans borg högst. Hnaef och hans 60 vasaller hålls fångna i Finnsburg, och försöker hålla undan angriparna. Den text som finns kvar är kort och svårtolkad, men jämförelser med framförallt Beowulf visar att det förefaller att röra sig om en strid mellan daner och friser i Folkvandringstidens Friesland (400-800 e.Kr.).